# Tovste, Petropavlivka
Tovste (în ucraineană Товсте) este un sat în comuna Oleksandropil din raionul Petropavlivka, regiunea Dnipropetrovsk, Ucraina.

## Demografie
Componența lingvistică a localității Tovste
     Ucraineană (72,73%)
     Rusă (9,09%)
Conform recensământului din 2001, majoritatea populației localității Tovste era vorbitoare de ucraineană (72,73%), existând în minoritate și vorbitori de armeană (18,18%) și rusă (9,09%).